# Médina Gounass
Ne doit pas être confondu avec Madina Gounass.
Médina Gounass est l'une des cinq communes d'arrondissement de la ville et département mono-arrondissement de Guédiawaye (Sénégal) en banlieue dakaroise. 

## Géographie
Elle est située dans la zone naturelle des Niayes dans une dépression largement inondée pendant la saison des pluies, la commune s'étend sur le pourtour de deux bassins de rétention des eaux.
|             | Ndiarème Limamoulaye | Wakhinane Nimzatt |
| Sam Notaire | Médina Gounass       |                   |
|             | Djidah Thiaroye Kaw  |                   |

## Histoire
Dans les années 1960, débute l’exode rural qui provoque un afflux considérable de population vers Dakar. Les autorités procèdent alors au déguerpissement des habitants en périphérie. Ainsi, la première mosquée de Médina Gounass est construite en 1964. La commune d’arrondissement est créée le 30 août 1996 et est érigée en commune de plein exercice en 2014.

## Administration
La commune est divisée en 7 zones et 42 quartiersdont 8 quartiers d'habitat spontané : Médina Gounass 1, Médina Gounass 2, Médina Gounass 3, Médina Gounass 4, Bagdad 1, Bagdad 2, Parc, CFA.

## Cultes
La commune compte 32 petites mosquées et 4 grandes mosquées dont les mosquées : Ibrahima Kébé et Médina Gounass.